# Henry Pierrepont
Sir Henry Pierrepont of Holme Pierrepont († 1499) war ein englischer Ritter.

## Leben
Sir Henry Pierrepont war ein Sohn von Henry Pierrepont.
Henry Pierrepont diente als Sheriff in der Grafschaft Derbyshire und Nottinghamshire 1468, 1471 und vertrat Nottinghamshire 1483 als Knight of the Shire im House of Commons.
In den Jahren 1470–73 und 1483 war Sir Henry als Justice of Peace mit Aufgaben der Rechtsprechung beauftragt.
Er war ein treuer Anhänger des Hauses York und kämpfte während der Rosenkriege bei der Schlacht von Towton (1461), bei Barnet und Tewkesbury (1471).
Seine Treue zum Haus York wurde aber vielleicht auch durch die langjährige Fehde seines Vaters mit der Familie Plumpton, Anhänger des Hauses Lancaster, verstärkt, da sein Vater 1457 in einem Handgemenge mit den Plumptons getötet wurde.
Bereits 1465 und erneut 1469–1471 erhielt Sir Henry mehrmals Belohnungen vom König für seine treuen Dienste im Kampf gegen das Haus Lancaster.
Henry Pierrepont erhielt am 4. Mai 1471 bei Tewkesbury den Ritterschlag.
Sir Henry Pierrepont starb 1499.

## Ehe und Nachkommen
Sir Henry war verheiratet mit Meryll Hastings.
Das Paar hatte keine Nachkommen.